# Robert Randolph and the Family Band
Pour les articles homonymes, voir Robert Randolph.
Robert Randolph and the Family Band est un groupe américain de gospel, originaire d'Orange, dans le New Jersey. Le groupe est composé de Robert Randolph (guitare et chant), Marcus Randolph (batterie), Danyel Morgan (basse) et Jason Crosby (clavier). John Ginty en est un membre fondateur.
Robert Randolph, qui joue de la pedal steel guitar, est classé parmi les 100 meilleurs guitaristes de tous les temps par le magazine Rolling Stone.

## Histoire
Le leader Robert Randolph prend des cours de pedal steel guitar au House of God Church et utilise beaucoup cet instrument dans le groupe. Dans de nombreuses églises pentecôtistes afro-américaines, l'instrument est appelé sacred steel. Randolph est découvert alors qu'il jouait lors d'une convention sur l'acier sacré en Floride.
Le style musical du groupe s'inspire par des groupes de funk tels que Earth, Wind and Fire et Sly and the Family Stone. Randolph explique lui-même que dans son adolescence, avant d'être découvert par la communauté laïque, il ignorait presque tout de la musique non religieuse. Il s'exclame dans une interview : « J'ai grandi et j'ai vu beaucoup de vieux gars jouer des lap steels et des pedal steels dans mon église. Je n'avais jamais entendu parler des Allman Brothers, ni même de Buddy Guy ou de Muddy Waters ». 
Leur troisième album, Colorblind, sort le 10 octobre 2006. La chanson Ain't Nothing Wrong With that est utilisée dans plusieurs publicités pour NBC. En juin 2008, Discovery Channel utilise cette même chanson dans une promotion populaire intitulée It's All Good pour leur programme d'été. La chanson Thrill of It est utilisée tout au long de la saison 2007 de football universitaire par ABC lors de ses matchs College Primetime.
Ils travaillent avec le producteur T-Bone Burnett sur leur quatrième album studio We Walk this Road, sorti en 2010. Ils sortent le premier single supposé de cet album, intitulé Get There, mais cette chanson n'apparaît sur l'album. Le premier single officiel de l'album est If I Had My Way. Randolph utilise sa steel guitar avec une pédale wah-wah
Leur album Brighter Days, sorti en 2019, est choisi comme « album de blues préféré » par AllMusic. 

## Discographie partielle
- 2002 : Live at the Wetlands, (septembre 2002)
- 2003 : Unidentified Flying Object (août 2003)
- 2006 : Colorblind (octobre 2006)
- 2010 : We Walk This Road (juin 2010)
- 2011 : Live in Concert
- 2013 : Lickety Split
- 2019 : Brighter Days

## Distinctions

### Grammy Awards
| Année | Prix          | Nommé                                | Réf        |
| ----- | ------------- | ------------------------------------ | ---------- |
| 2003  | Squeeze       | Meilleure performance instrumentale  | Nomination |
| 2003  | Unclassified  | Meilleur album de gospel rock        | Nomination |
| 2017  | Got Soul      | Meilleur album de blues contemporain | Nomination |
| 2020  | Brighter Days | Meilleur album de blues contemporain | Nomination |